# Elpidio de Huesca
Elpidio de Huesca (Valentia Edetanorum, c. 465-c. 546) fue el segundo obispo de Huesca documentado durante la etapa visigoda.

## Biografía
Nacido en Valentia Edetanorum en el último tercio del siglo V según Fita, era hermano uterino de los también obispos Nebridio de Egara, Justiniano de Valencia y Justo de Urgell, siendo el menor de todos ellos y con quienes asistió al II Concilio de Toledo, aunque solamente firmó las actas ya que llegaron tras su realización.  
Había sido elegido obispo entre el 516 y el 527 pero se suele dar la fecha del 522 ya que es cuando Victorian de Assan llegó al monasterio homónimo, más adelante tampoco asistiría al Concilio de Barcelona del 540 pero si que mandó un representante, posiblemente debido a una enfermedad que le afectaba ya que según Fita la zona se vio afectada por una epidemia, poco después no se tienen más noticias de él habiendo muerto probablemente en la epidemia. 
Isidoro de Sevilla, quien también mencionó a su hermano Justo, habla sobre algunas de sus obras pero ya en su época estas se habían perdido.
| Predecesor: Siagrio | Obispo de Huesca 522- c.546 | Sucesor: Pompeyano |